# Bernhard Hartwig von Plessen
Bernhard Hartwig von Plessen, auch Bernd Hartwig von Plessen, Bernt Hartvig von Plessen (* 5. November 1709; † 28. August 1767 in Schleswig) war ein deutscher Verwaltungsjurist in dänischen Diensten.

## Leben
Bernd Hartwig von Plessen war ein Sohn des Bernt Hartwig von Plessen (1659–1738) auf Retgendorf, Flessenow (beides heute Ortsteile von Dobin am See) und Gottesgabe und seiner Frau Sophie Agnes, geb. von Plessen. Er studierte Rechtswissenschaften an den Universitäten Heidelberg, Duisburg und Halle. Nach einer Kavalierstour durch Deutschland, Frankreich und die Niederlande trat er in den Justiz- und Verwaltungsdienst im Herzogtum Schleswig und wurde 1731 Kanzleirat am Obergericht Gottorf. 1733 wurde er zum Justizrat ernannt und 1738 Landrat im Herzogtum Holstein.
1745 erfolgte seine Ernennung zum Konferenzrat und im folgenden Jahr zum Amtmann für das Amt Gottorf und die Landschaft Stapelholm. 1747 wurde er 1. Rat und 1756 Kanzler des Obergerichts.
In erster Ehe war er verheiratet Juliane Marie, geb. von Staffeldt (1728–1751), Tochter des Generalmajors Adolph Friedrich von Staffeldt und Cathrine Maria, geb. von der Lühe. 1752 heiratete er in zweiter Ehe Sophie Dorothea, geb. von Drieberg, die 1764 Ordensdame des Ordens de l’union parfaite wurde. Nach seinem Tod heiratete sie Christian Friedrich von Heespen († 1776).
Hartwig von Plessens Leichnam wurde 1776 in die Breitenausche Grabkapelle in der Lübecker Aegidienkirche überführt und dort beigesetzt.

## Ehrungen
- Kammerherr (1746)
- Dannebrogorden, Ritter (31. März 1759)
- Titel Geheimer Rat (1. Mai 1767)